# Puerto Villamil
Puerto Villamil ist ein Ort und eine Parroquia urbana auf der Insel Isabela der Galapagos-Inseln in Ecuador.

## Lage und Größe
Puerto Villamil liegt an der Südküste der Insel Isabela, der größten der Galapagos-Inseln, südöstlich des Vulkans Sierra Negra. Zwischen der Stadt und dem Vulkan dehnen sich große Lavafelder früherer Vulkanausbrüche aus. Nördlich von Puerto Villamil erhebt sich der Volcán Chico mit einer Höhe von 860 m, der im November 1979 zuletzt ausbrach.
Mit etwa 2200 Einwohnern ist Puerto Villamil nach Puerto Ayora und Puerto Baquerizo Moreno die drittgrößte Stadt der Galapagos-Inseln. Sie ist Verwaltungssitz (Cabecera Cantonal) des Kantons Isabela.

## Geschichte
Puerto Villamil wurde 1897 von Antonio Gil gegründet und nach dem ersten Gouverneur der Galapagos-Inseln, José de Villamil (1789–1866), benannt. Während des Zweiten Weltkriegs bestand westlich der Stadt ein amerikanischer Militärstützpunkt, auf dessen Gelände 1946 durch Präsident José María Velasco Ibarra  ein Strafgefangenenlager für 300 Schwerverbrecher vom Festland eingerichtet wurde. Es wurde 1959 aufgelöst.

## Fauna
Der See Poza de los Flamingos im Westen der Stadt ist für seine Flamingos bekannt. Unweit nördlich der Stadt wurde eine Aufzuchtstation für Schildkröten (Centro de Crianza de Tortugas ) eingerichtet. Am Strand und am Hafen kommen Meerechsen zahlreich vor, und um die Stadt herum sieht man im Unterholz und auf den Wegen nicht selten Riesenschildkröten.

## Bauwerke
Im Ortskern erhebt sich die moderne Kirche Cristo Salvador, deren farbenfrohe Wandmalereien Landschaft und Fauna der Insel Isabela darstellen. Auch ein mehrfarbiges Relief an der Markthalle zeigt Tiere der Insel.
Westlich der Stadt sind in 5 km Entfernung die Reste des Strafgefangenenlagers sowie die von Sträflingen aus vulkanischem Gestein erbaute Mauer Muro de las Lágrimas erhalten. Die Mauer, deren Name auf Deutsch „Mauer der Tränen“ bedeutet, ist etwa 100 m lang, bis 7 m hoch und 3 m breit, und die meisten der Steine wurden von den Sträflingen ohne Hilfe von Maschinen vom Vulkan Sierra Negra hierher transportiert.

## Tourismus
Der langgestreckte Sandstrand von Puerto Villamil ist zum Surfen, Tauchen und Schnorcheln gut geeignet. In der Stadt finden sich vor allem an der Hauptstraße mehrere Hotels, Restaurants, Touranbieter und ein Fahrradverleih. Der Hafen ist auch auf das Anlegen von Yachten eingestellt.

## Verkehrsverbindungen
Der kleine Hafen von Puerto Villamil wurde südöstlich der Stadtmitte angelegt. Von hier aus besteht täglich zweimal eine Schiffsverbindung mit Puerto Ayora auf der Insel Santa Cruz. Der kleine Flugplatz nördlich der Stadt wird vom Seymour Airport, dem wichtigsten Flughafen der Galapagos-Inseln auf der Insel Baltra, aus angeflogen.

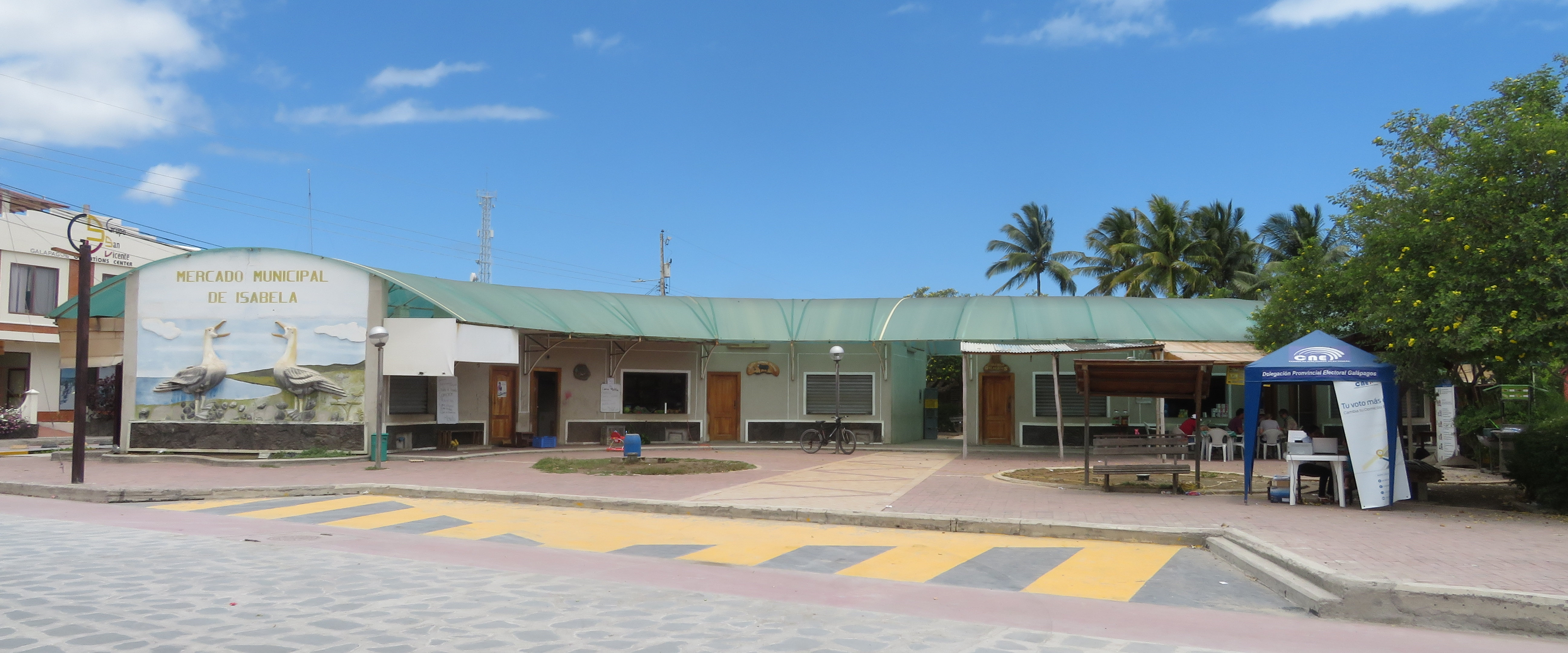
Markthalle
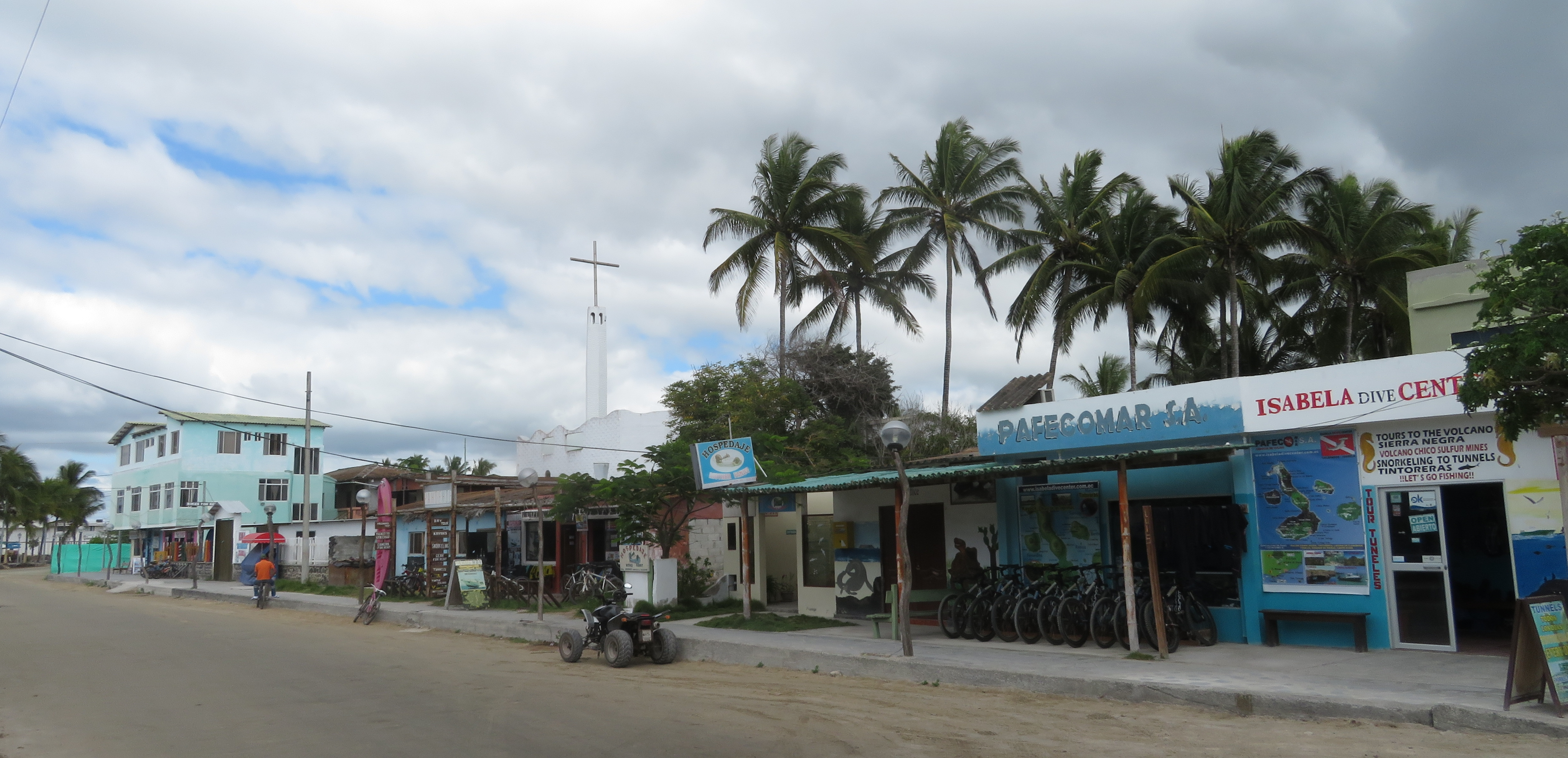
Hauptstraße
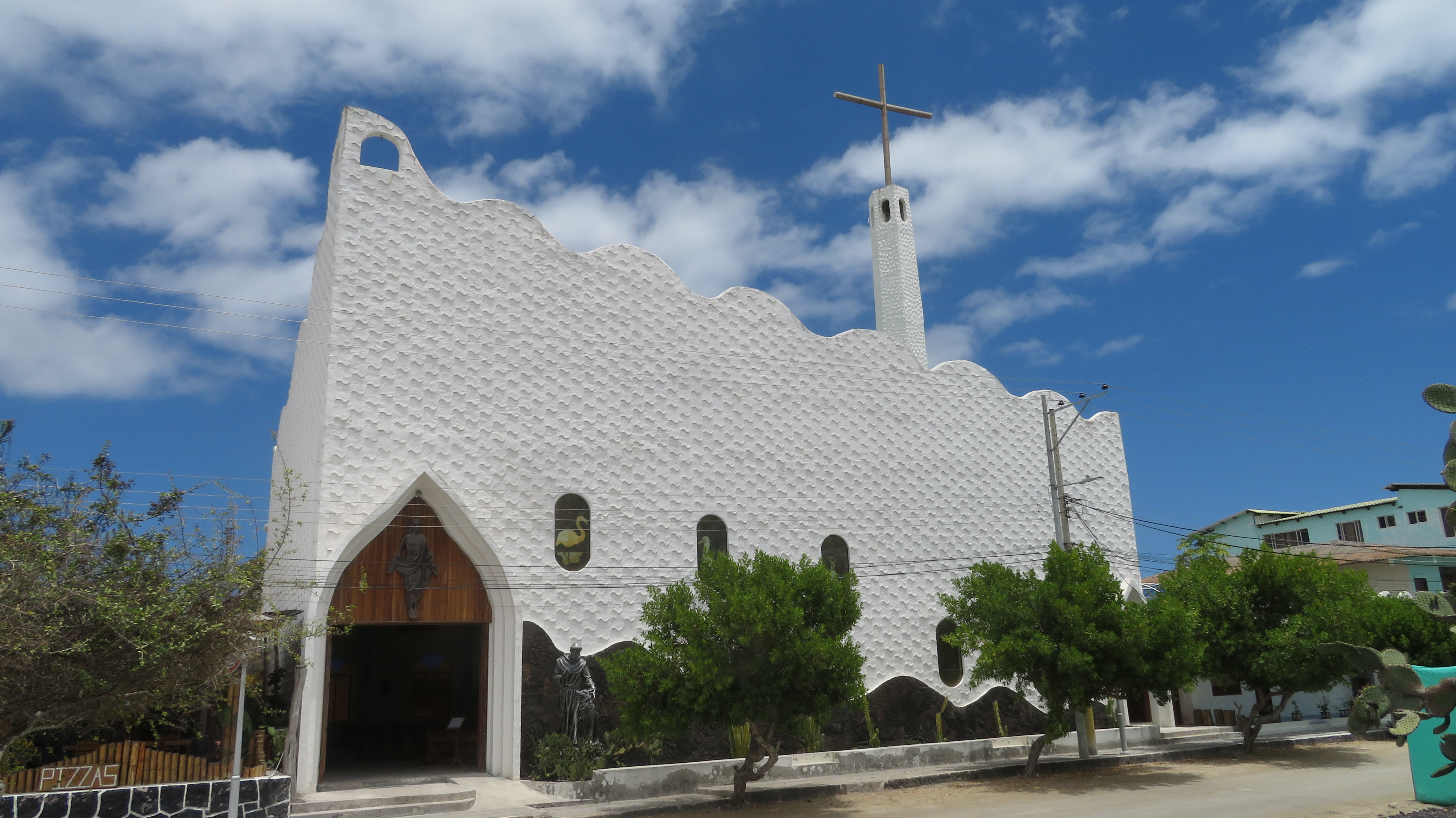
Kirche Cristo Salvador
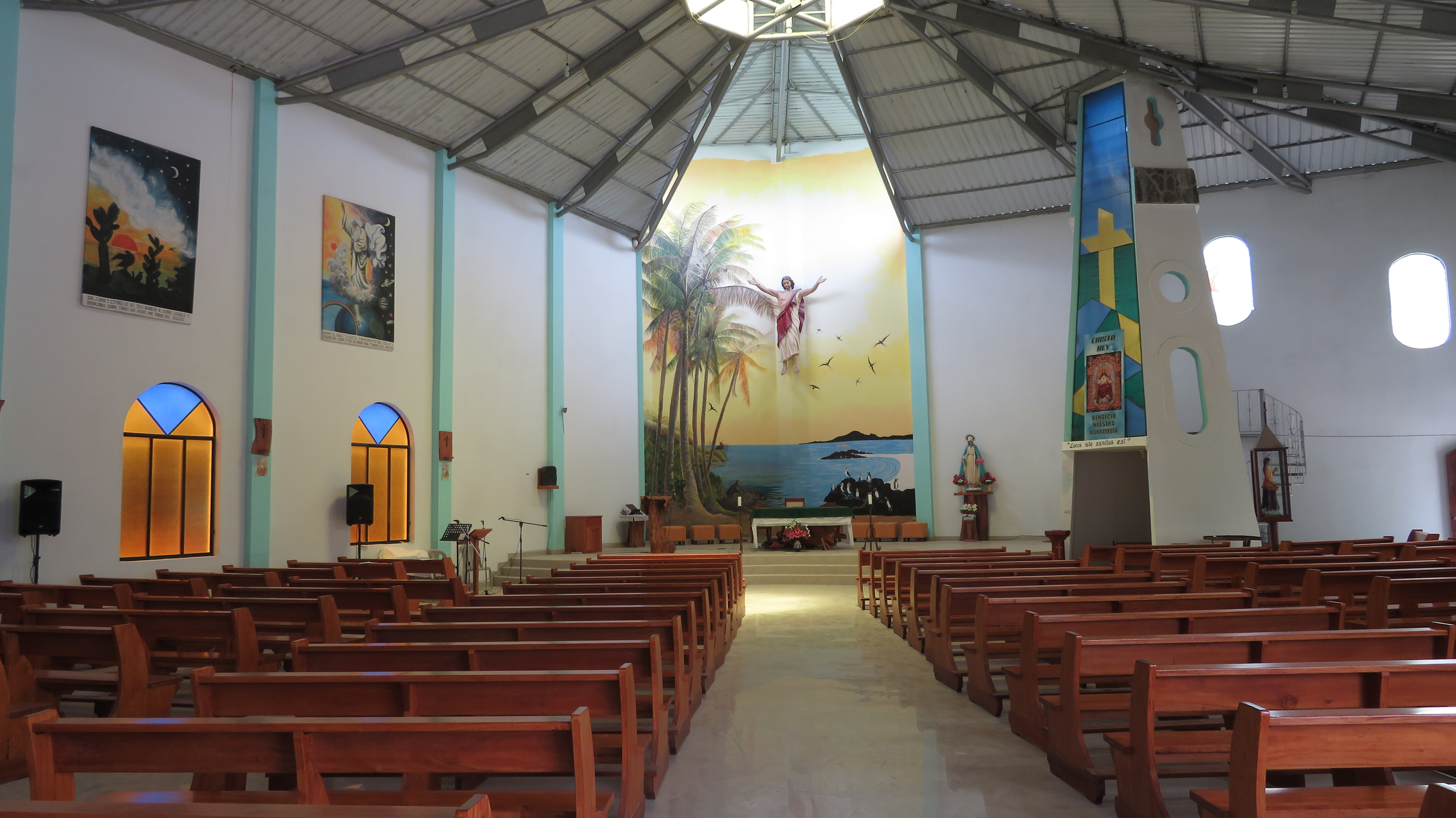
Kirche Cristo Salvador
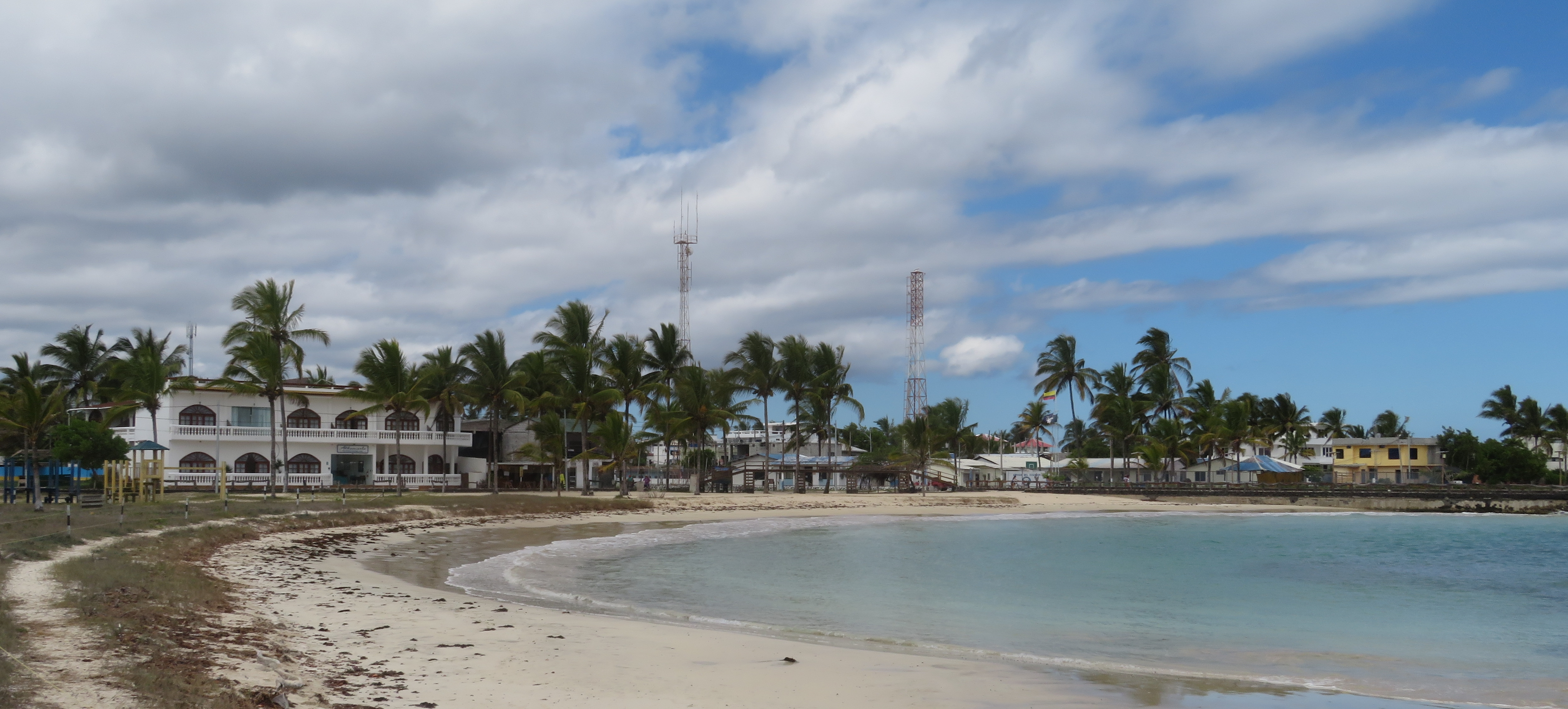
Strand von Puerto Villamil
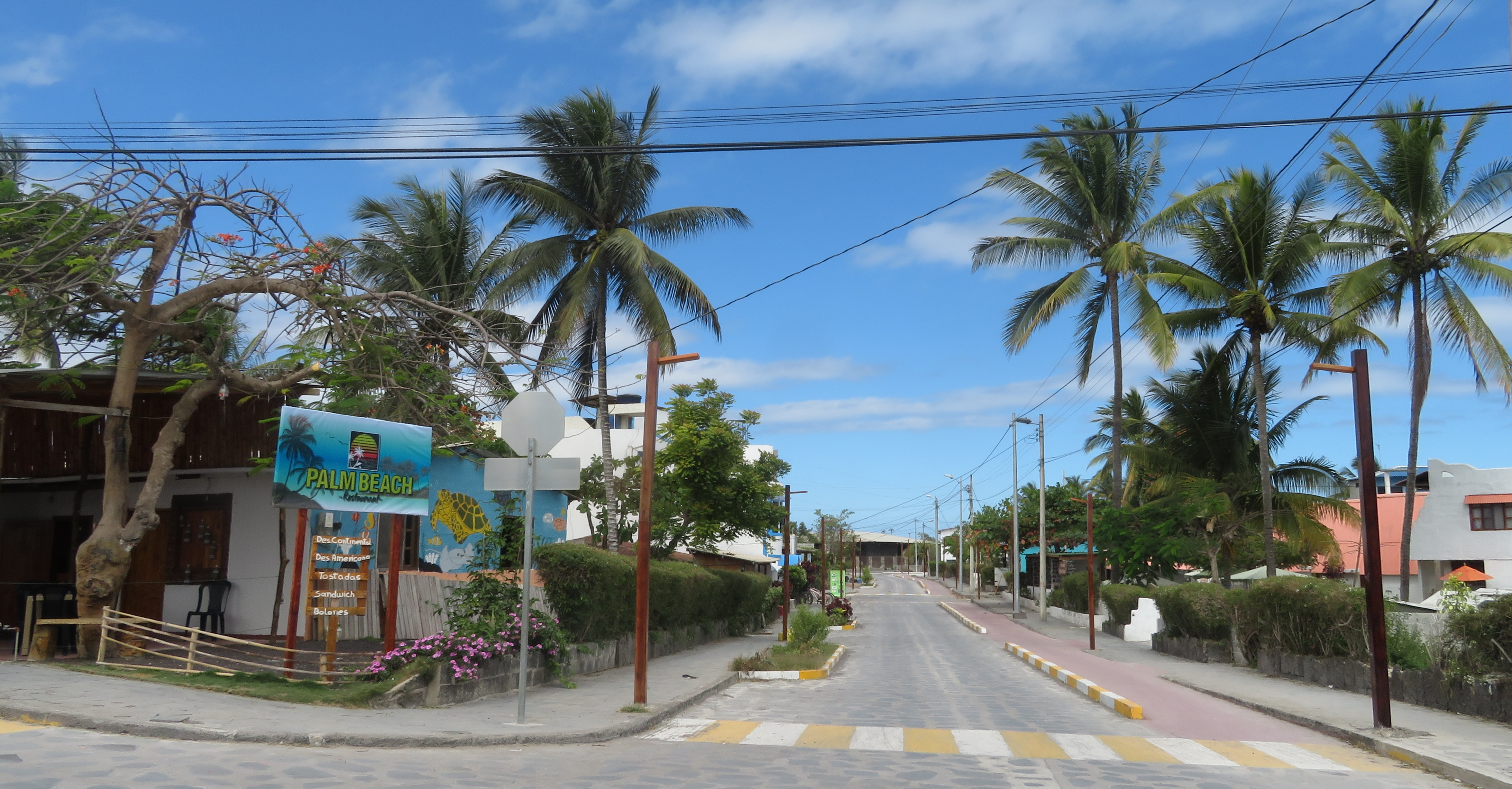
Ortsmitte von Puerto Villamil
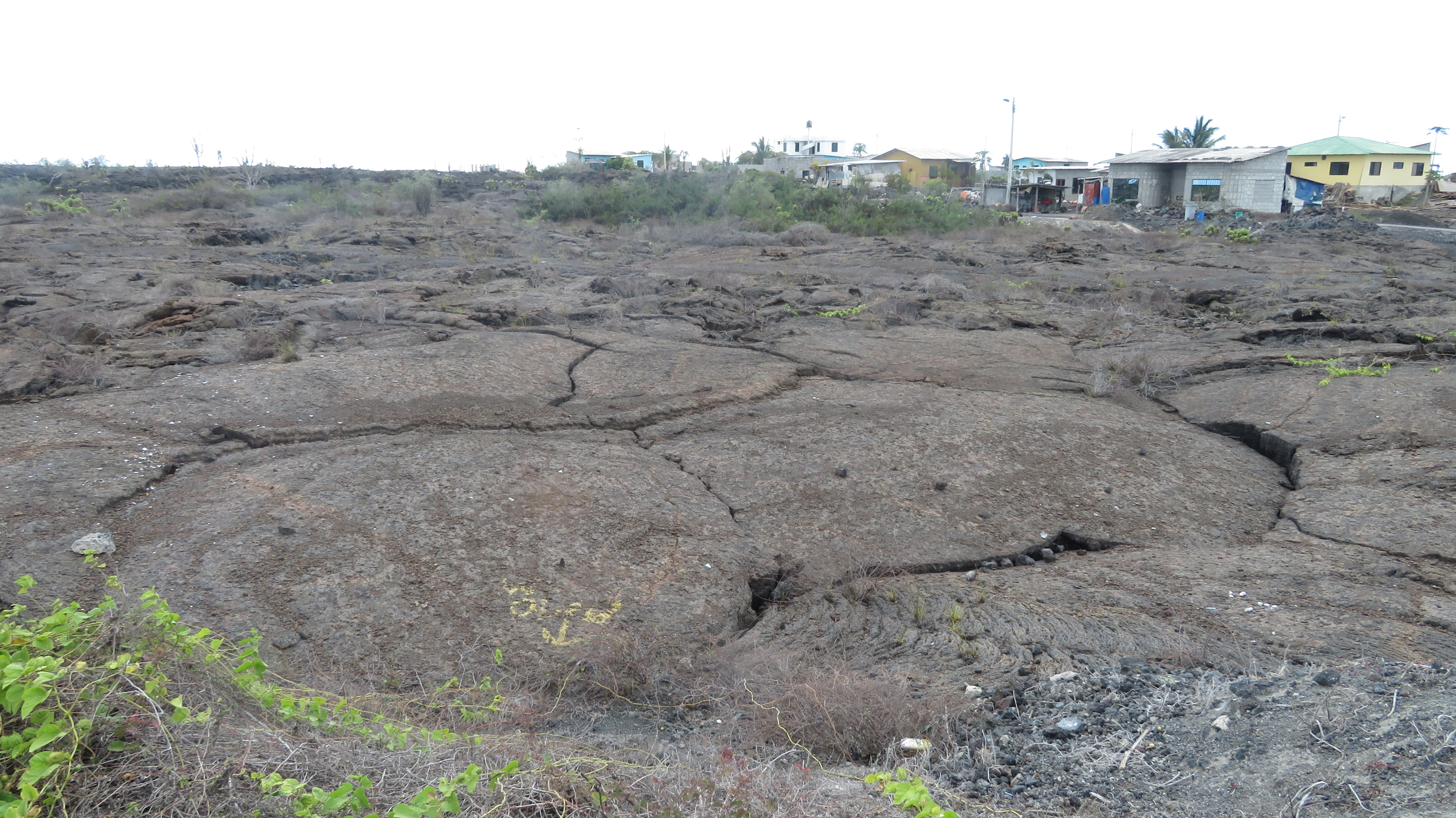
Lavafelder am Stadtrand
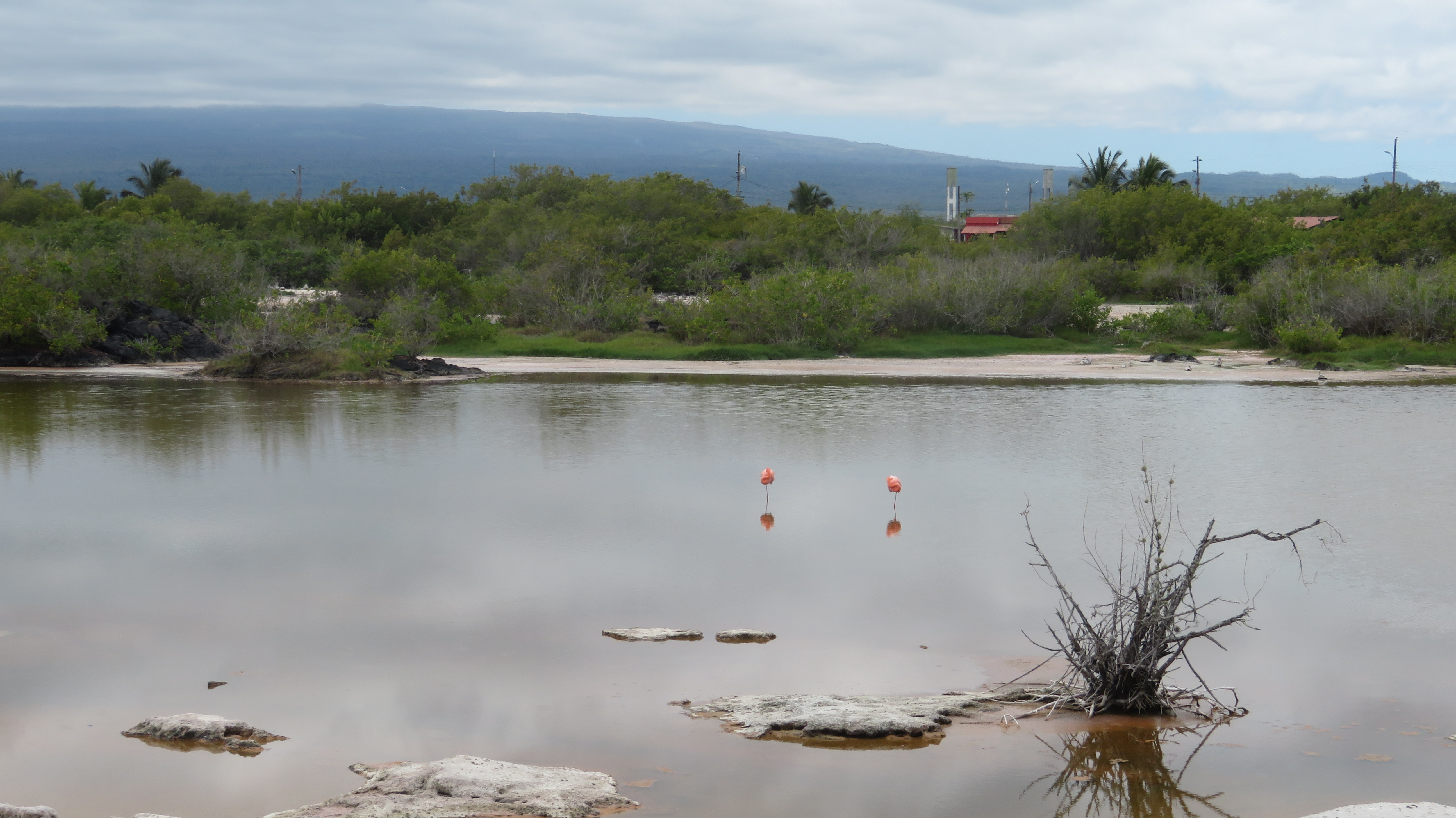
Poza de los Flamingos
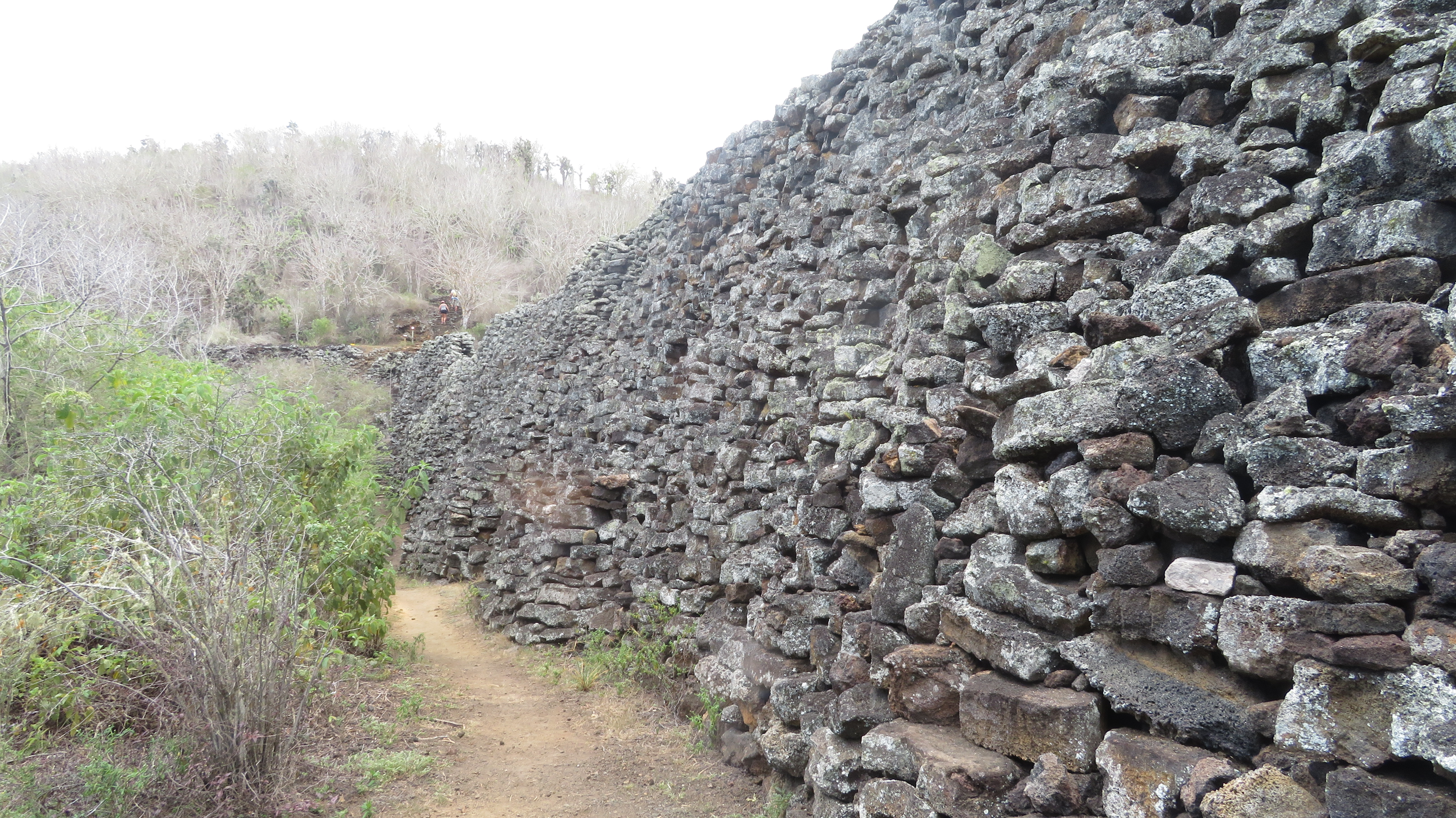
Mauer Muro de las Lágrimas
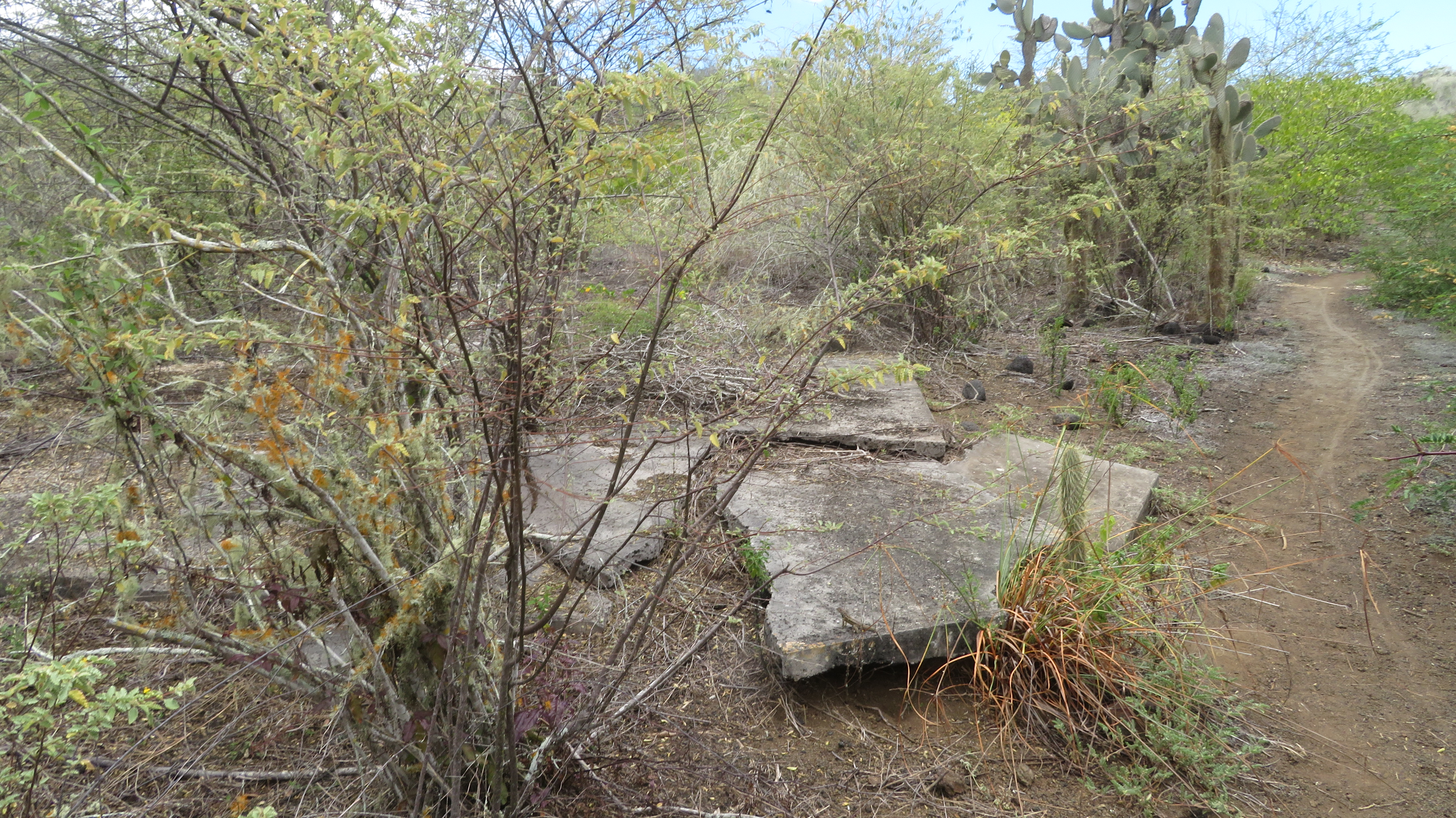
Ruine der Strafkolonie